# Casa natal de Blas Infante
La casa museo de Blas Infante es un museo dependiente del Centro de Estudios Andaluces dedicado a Blas Infante, quien nació en el edificio el 5 de julio de 1885, y que se encuentra situado en el municipio de Casares, Málaga, específicamente en la calle Carrera nº 31. La casa fue convertida en museo, inaugurado el 28 de febrero (Día de Andalucía) de 1998.  
El museo contiene tres secciones distribuidos en dos plantas dedicadas a la historia, biografía y bibliografía del autor, en las que se muestran distintos aspectos de la vida y el pensamiento de Infante además del contexto histórico de Andalucía en aquella época. Además, dispone de la Oficina de Turismo, una sala de exposiciones temporales, otra de consulta de los fondos documentales, una sala de archivo y un salón de conferencias.

## Colección
La sala I, denominada "En defensa de Andalucía", preside un retrato de Blas Infante junto a la bandera andaluza. El panel más cercano al retrato de Blas Infante contiene, como homenaje, los nombres de todas las personas asesinadas por la defensa de Andalucía durante la guerra civil española. La exposición de esta sala está dedicada a la historia más reciente de Andalucía, una historia marcada por la defensa de sus valores, identidad y cultura.
Los paneles tienen los siguientes títulos: La lucha en Andalucía, Memoria Democrática, Andalucía vuelve a despertar, Cultura andaluza, La lucha por la justicia social y El flamenco como seña de identidad.
Por su parte, la sala II está más dedicada a la casa en sí, debido a que se expone una antigua cocina de carbón y una estantería llena de utensilios y objetos de la casa andaluza de finales del siglo XIX. Además, esta sala alberga una magnífica colección de cuadros y, en la vitrina instalada en la alacena central, el documento más valioso de la Casa Natal: el certificado de nacimiento de Blas Infante.
Por último, en la sala III encontramos una exposición de la vida y obra de Blas Infante, además de poder visionar el documental Casares, tras los pasos de Blas Infante de la directora sevillana Hazeina. Los paneles tienen los siguientes títulos: Blas Infante y Casares, Educación, Actividad política, Proceso estatuario y Obra. Desde la ventana podemos observar los paisajes y callejuelas que viera cuando era niño Blas Infante.

“Mi pueblo está allí, en el extremo levante de una vertiente meridional, anidado como una aguilucho sobre lo alto de una avanzado peñón, mirando de frente eternamente los escarpes de África, sobre el Estrecho, percibiendo en su costado el alentar del mar interior que muge dulcemente durante los días de calma…”
Blas Infante